# Даутбаев, Жубай
Жубай Даутбаев (каз. Жұбай Дәуітбаев; 1893 год, Сызган, Туркестанский край, Российская империя — дата и место смерти не известны) — колхозник, чабан, Герой Социалистического Труда (1948).

## Биография
Родился в 1893 году в ауле Сызган. С ранних лет батрачил, работал у баев пастухом. В 1920 году вступил в сельскохозяйственную артель, которая позднее была преобразована в колхоз «Казмолдак» Чуйского района Джамбулской области.
Работал чабаном. В 1947 году получил 583 ягнёнка от 480 овцематок курдючной породы и вырастил их к отбивке до 40-килограммового веса. В 1948 году удостоен звания Героя Социалистического Труда «за получение высокой продуктивности животноводства в 1947 году при выполнении колхозом обязательных поставок сельскохозяйственных продуктов и плана развития животноводства».
В 1957 году назначен старшим чабаном.
С 1960 г. на пенсии.